# 复旦大学附属儿科医院
复旦大学附属儿科医院，又称上海市红十字儿科医院，是中国上海市的一所三级甲等儿童医院，由中国国家卫生和计划生育委员会与上海市卫生和计划生育委员会共同建设管理，是复旦大学的附属医院之一。复旦大学附属儿科医院与上海交通大学医学院附属的上海市儿童医院、儿童医学中心和新华医院儿科并称为“上海四大儿科医院”，主导上海市九所医院儿科组成的“复旦大学儿科医疗联合体”。
儿科医院成立于1952年，由中山医院、红十字会第一医院两所医院的儿科与西门妇孺医院分院合并而成。医院创始之初即为上海医学院的教学医院，后随医学院更名及并入复旦大学，于2000年成为复旦大学的附属医院。儿科医院设立之初仅有儿内科，后增设新生儿病房、传染科、儿外科和心胸外科等科室，成为中国大陆最早对婴幼儿实施心脏手术的医院。医院于1995年获评三级甲等医院，儿科医疗水平在中国位居领先地位，在国际儿科学领域也产生一定影响。2008年，医院自徐汇区枫林路迁至闵行区万源路，原址仅保留部分门诊业务，现共有病床800张，年收治患者数超过225万人次。医院长期位居中国最佳医院排行榜综合医院排行榜前50位，小儿内科专科排名位居全国第一位，小儿外科则在全国名列第二。医院治疗范围涵盖小儿内科、小儿外科、心血管科等各个专业，还拥有中国国家卫计委设置的“国家儿童医学中心”。

## 历史沿革
复旦大学附属儿科医院的前身源自西门妇孺医院分院、中国红十字会第一医院儿科和中山医院儿科三所医院儿科。1885年，美国妇女联合布道会、浸礼会和监理会女子部在上海老城厢西门外的方斜路上创办西门妇孺医院（今复旦大学附属妇产科医院），是上海第一所妇儿科医院。1937年抗日战争爆发后，医院原址在战火中被毁，迁至徐家汇路1083号作为临时院址。战后，医院迁回方斜路原址，徐家汇路院址改为分院。
1909年，中国红十字会在上海建立中国红十字会总医院，后更名中国红十字会第一医院（今复旦大学附属华山医院） ，于1936年分出部分医务人员至新成立不久的中山医院，为后者组建了儿科等科室。 

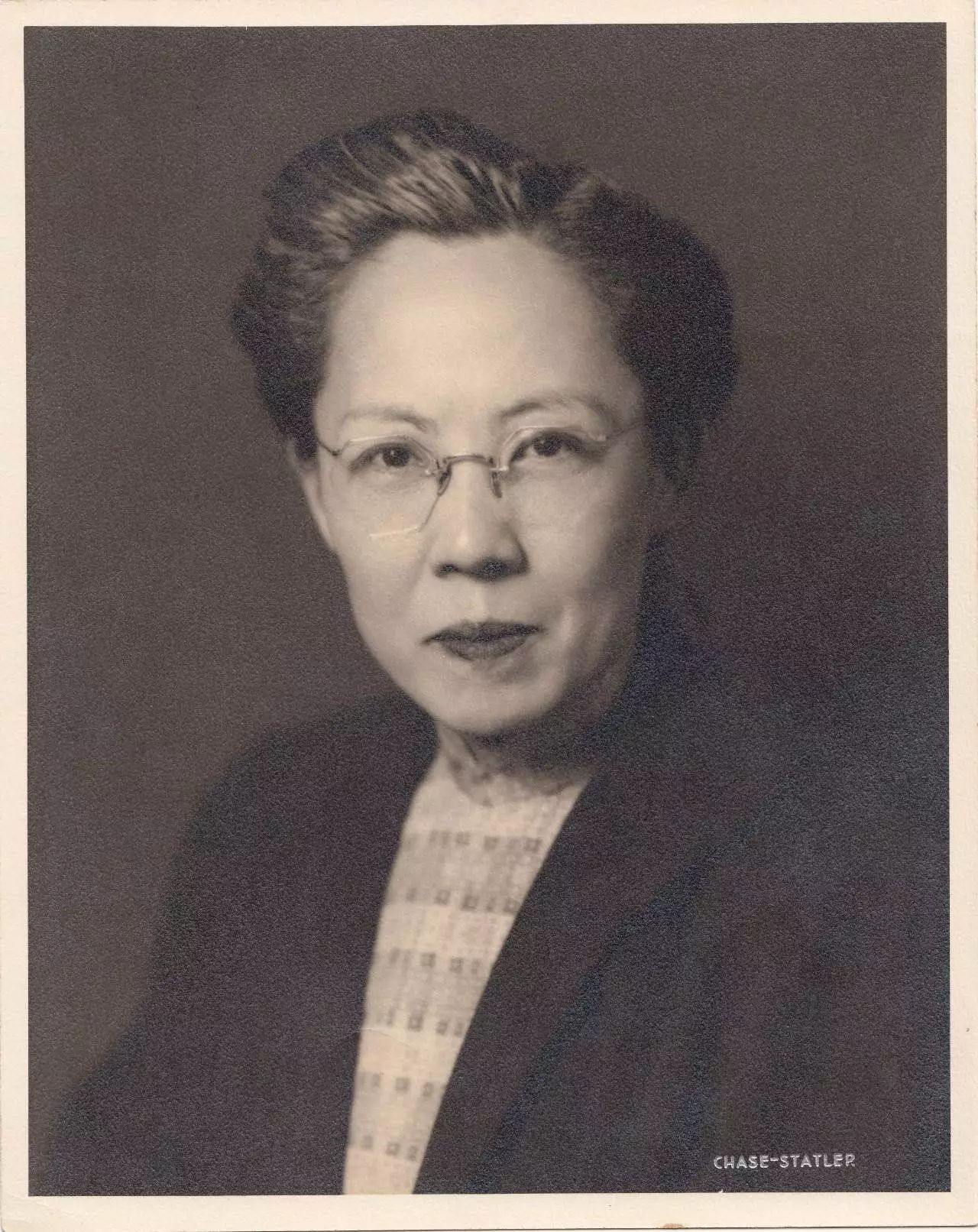
儿科医院首任院长，中国儿科先驱陈翠贞

中华人民共和国成立后接管了上海原有的教会医院，后于1952年将中山医院、红十字会第一医院两所医院的儿科与西门妇孺医院分院合并，成立上海医学院儿科学院，是为儿科医院之始。医院设立之初位于西门妇孺医院分院的徐家汇路原址，设有病床80张，是上海医学院的教学医院，中国儿科先驱陈翠贞任首任院长。建院第一年，门急诊共收治患者逾2.3万人次。1954年7月，医院迁至枫林路183号的新址，规模也扩大至200张病床。次年6月，医院更名为上海第一医学院附属儿科医院。医院最初仅有儿内科，中国新生儿科创始人之一金汉珍在此增设新生儿专业病房，之后医院又增加了血液科、传染科、儿童保健科和儿外科。
1958年至1960年间，麻疹和脊髓灰质炎等儿童疾病在上海大规模流行，儿科医院在疫情中总结了麻疹治疗的手段，还与上海市及全国防疫部门合作研制麻疹减毒活疫苗和脊髓灰质炎减毒活疫苗，于1960年代投入临床。1962年时，医院已扩张至300张病床。1970年代，医院又增加了儿骨科、泌尿外科和心胸外科，成为中国大陆最早为婴幼儿实施心脏手术的医院。医院在1979年设立儿科研究所，次年全院规模增至330张病床。
上海第一医学院于1985年更名为上海医科大学，儿科医院也随之更名为上海医科大学附属儿科医院。之后医院于1987年新建病房大楼，增设。同年，医院获选为全国儿科医学重点学科单位。医院于1995年获评三级甲等医院，其儿科学于次年列入全国重点学科。2000年4月27日，上海医科大学与复旦大学合并。儿科医院改为复旦大学附属，更名为复旦大学附属儿科医院。
21世纪初，儿科医院在新生儿、传染病、小儿外科领域的治疗和研究已在中国和国际上颇有影响。2000年，医院还曾成功完成罕见的连体婴儿分离手术。2008年时，儿科医院已经承担了上海全市40%以上儿科诊疗量。2008年2月，儿科医院开始迁至闵行区万源路399号的新院址，7月完成主体搬迁。同时枫林路原址仅保留部分门诊业务，作为医院的分部。两处院址每日收治患者4,700人左右。
复旦大学附属儿科医院曾是中华人民共和国卫生部直属的唯一一家儿童专科医院，2009年起改为卫生部（今国家卫生健康委员会）与上海市卫生局（今上海市卫生和计划生育委员会）共同建设管理，但其每年预算仍由国家卫生计生委统一管理。

## 医疗服务
复旦大学附属儿科医院为国家卫生和计划生育委员会和上海市卫生和计划生育委员会共建共管的公立医院，是上海市24所三级甲等医院之一。复旦大学附属儿科医院与上海交通大学医学院附属的上海市儿童医院、儿童医学中心和新华医院儿科并称为“上海四大儿科医院”，是上海全市儿科最知名的四家医院。儿科医院自2009年复旦大学医院管理研究所设立中国最佳医院排行榜起，始终位于排行榜综合医院排名的全国前50位。排行榜的专科排名中，复旦大学附属儿科医院在小儿内科领域始终位居全国第一位，在小儿外科领域仅次于首都医科大学附属北京儿童医院，长期位于全国第二位。2015年，北京大学发布的中国最佳临床学科评估结果中，复旦大学附属儿科医院则位于儿科综合排名第一位。
儿科医院主院区位于闵行区万源路399号，另在徐汇区医学院路/枫林路旧址保留普通小儿内科门诊部。医院共有800张病床，门诊和急诊每年共收治患者逾225万人次，住院手术达到2.8万次。医院下设45个科室，涵盖小儿内科、小儿外科、心血管科、眼耳鼻喉、感染传染、重症医学等各个专业。医院在新生儿、传染病、小儿外科领域的治疗和研究在中国国内和国际上都有一定影响，小儿心脏瓣膜置换术、先天性心脏病治疗、女童性早熟治疗等方面位居全国领先的水平。其新生儿科、重症医学科、小儿消化科、小儿外科、中医儿科等七个专科是卫生部（今国家卫计委）评定的国家临床重点专科，这一数字在全中国的儿童专科医院中是最多的。上海市医疗卫生部门也将儿科医院的儿科学、新生儿科、小儿外科、呼吸急救等专业设为重点。医院针对疑难病、癫痫、遗尿、哮喘、听力障碍、小儿肾脏病和泌尿系统疾病、小儿微创外科等专业设有专门的诊治中心。
2014年，儿科医院主导建立了“复旦大学儿科医疗联合体”，是上海市五大区域儿科医疗联合体中最早建设的一个。联合体包含了复旦大学附属的儿科医院、妇产科医院、复旦大学附属金山医院、复旦大学附属上海市第五人民医院、公共卫生临床中心、华山医院北院，以及浦东医院、青浦区中心医院和静安区中心医院九所医院的儿科，覆盖了上海市三分之一的儿科服务量。儿科医院和复旦大学上海医学院统一协调九所医院儿科的日常医疗服务，还提供远程会诊等设施服务。
儿科医院还设有中国国家卫计委的“国家儿童医学中心”。2017年，国家卫计委在儿科医院和上海交通大学医学院附属上海儿童医学中心共同设置国家儿童医学中心（上海院区），与首都医科大学附属北京儿童医院的国家儿童医学中心（北京院区）共同构成国家儿童医学中心，将合作为全国疑难危重疾病患儿提供诊治，建立儿童疾病的检测系统，参与重大疑难疾病的相关规范制定和人才培训。同年11月7日，复旦大学附属儿科医院人乳库正式成立，这是上海首个重症新生儿人乳库。
2020年4月24日，复旦大学附属儿科医院成功分离肝脏相连婴儿。

## 社会服务
儿科医院自1998年起开始提供志愿服务，院内设有上海市志愿者基地。医院最初针对白血病患儿成立了志愿者服务队，之后扩大至30支服务队伍。医院还设立了多个专项基金，为贫困患儿提供慈善帮助和资金支持。医院还多次派遣医疗人员参与上海市支援新疆和西藏的服务。
2010年6月，在上海龙华寺的发起下，儿科医院与该寺庙、上海市慈善基金会徐汇分会合作，设立“生命源泉龙华古寺基金”。儿科医院同时成立“生命源泉儿科透析基地”，是中国内地首座尿毒症儿童透析基地，为中国各地的尿毒症患儿提供救助和治疗。透析基地还会为贫困患儿减免治疗费用。基金创办前三年共资助了69名尿毒症患儿，其中3名儿童在基金的帮助下获得肾脏移植。
由于儿科医院的患者多为儿童，医院新址的装修特地采用了鲜艳明亮的色彩，还为住院儿童提供了相互交友的场所，避免儿童对医院产生恐惧情绪。医院内设有“七色花童书馆”，在华东师范大学出版社的协助下，为患儿提供免费童书阅读，还有志愿者带领的阅读会。儿科医院还曾在新年期间按照中国传统习俗为全院患儿赠送新衣。